# Xã Ghylin, Quận Burleigh, Bắc Dakota
Xã Ghylin (tiếng Anh: Ghylin Township) là một xã thuộc quận Burleigh, tiểu bang Bắc Dakota, Hoa Kỳ. Năm 2010, dân số của xã này là 41 người.